# Leucanopsis cloisa
Leucanopsis cloisa är en fjärilsart som beskrevs av William Schaus 1941. Leucanopsis cloisa ingår i släktet Leucanopsis och familjen björnspinnare. Inga underarter finns listade i Catalogue of Life.